# Корінь Галина Іванівна
Галина (Анна) Іванівна Корінь (дівоче — Глуховера; англ. Halyna (Anna) Korin; 12 травня 1926, с. Климівка, тепер Полтавської області — 1 березня 2014, м. Мельбурн, Австралія) — бандуристка, співачка (сопрано), письменниця. Дружина диригента Степана Кореня.

## Життєпис
У 1939—1943 роках працювала в Красноградському міському театрі на Харківщині.
До Австралії емігрувала у 1949 році. З 1951 року мешкала у Мельбурні (Австралія). 1978 року заснувала ансамбль бандуристок «Колорит» і керувала ним понад двадцять років. Автор п'єс, скетчів, збірника «З творчості Галини Корінь» (1989) Була членом редколегії часопису «Українець в Австралії». Була головою Товариства «Полтава» в Австралії.
За жертовну працю на мистецькій ниві одержала нагороди: грамоти, трофеї, дві золотих та одна бронзова медалі Т. Г. Шевченка (1981, 1983) — від СВУ).
Галина Іванівна Корінь пішла у засвіти 1 березня 2014 року. Похована на українській ділянці цвинтаря Фокнер, що у Мельбурні біля свого чоловіка Степана Кореня. 